# Bengt Berndtsson
Bengt Berndtsson (Göteborg, 26 gennaio 1933 – Göteborg, 4 giugno 2015) è stato un calciatore svedese, di ruolo attaccante.

## Palmarès

### Club

#### Competizioni nazionali
- Campionato svedese: 2

IFK Göteborg: 1958, 1969